# Кентавър
Вижте пояснителната страница за други значения на Кентавър.
Кентаврите (на гръцки: Κένταυροι, на латински: Centauri) в древногръцката митология са диви, смъртни същества – полухора-полуконе, от свитата на бог Дионис. В античността се славели с физическата си сила и гневлив нрав.   

## Характеристика
В архаичното гръцко изкуство първоначално били изобразявани като  човек с конска задница, а по-късно – като същество с тяло на кон и човешки торс и глава,  с груби и брадати лица, конски уши, винаги въоржени с тояга, камък или лък. Най-старото изображение датира от VIII в. пр. Хр. и представлява бронзова статуетка, пресъздаваща битката на човек с кентавър. Сред най-популярни изображения са скулптурните композиции с фигури на кентаври на фронтоните на храма на Зевс в Олимпия и на Партенона в Атина.
Първите поетични описания на кентаври са направени от Пиндар и Омир. Пиндар разказва, че Зевс наказал митичния цар на Тесалия Иксион заради желанито му да прелъсти богинята Хера, като преобразил Нефеле – облак,  наподобяващ богинята. Подмамен от приликата, Иксион обладал Нефеле и тя родила Кентавър.
Според Омир кентаврите са старо планинско тесалийско племе с огромна сила и сурови нрави, олицетворение на страшната мощ на спускащите се от високо планински води. Обитават трудно достъпни планини и непроходими гори. Едва след Омир са изобразявани като полухора-полуконе. Повечето са деца на Иксион и Нефела.
Кентаврите живеели в гората Пелион и воювали със своите съседи лапитите. Първопричина за войната бил опитът им да отвлекат в деня на сватбата ѝ с царя на лапитите – Хиподамия. Младоженецът бил също син на Иксион. За битката на кентаврите с лапитите (кентавромахия) разказва Овидий в „Метаморфози“ (Ovid. Met. XII 210—535).
Войната между братовчедите кентаври и лапити е изобразена на един от барелефите на Партенона. Също както титаномахията (битката между Титаните и Олимпийските богове), така и битката между кентаврите и лапитите е битка между цивилизацията и варварството.
Битка с кентаври е част и от приключенията на Херкулес. В нея като в повечето гръцки митове кентаврите се проявяват като буйни, невъздържани и подвластни на   животинските си страсти, любители на  виното и разгулния живот. Най-известните от митологията кентаври, изключение от тази обща характеристика, са Хирон и Фол, приятели на Херкулес. Двамата са прочути със своята мъдрост и доброта.  Кентавърът Хирон е син на Хронос и една от океанидите. След като е ранен по невнимание от Херкулес и изпитва ужасни болки от раната, той отстъпва безсмъртието си на Прометей.
Понякога в митовете, кентаврите са представени като учители на някои от древногръцките герои като Язон (негов учител е именно Хирон) и Ахил. Друг от кентаврите, Нес, в спор за Деянира е убит от Херкулес, а после самия Херкулес умира, защото облича дреха, подарък за съпругата си от същия кентавър.
В средновековните романси, кентаврите били известни като „Сагитарии“.